# معاهدة الحد من الأسلحة في قاع البحار
معاهدة الحد من الأسلحة في قاع البحار (أو معاهدة قاع البحار، رسميًا معاهدة حظر وضع الأسلحة النووية وغيرها من أسلحة الدمار الشامل على قاع البحر وقاع المحيط وفي باطنه ) هي اتفاقية متعددة الأطراف بين الولايات المتحدة والاتحاد السوفيتي ( روسيا الآن) والمملكة المتحدة و91 دولة أخرى تحظر وضع الأسلحة النووية أو "أسلحة الدمار الشامل" في قاع المحيط بما يتجاوز 12 ميلًا (22.2 كيلومترًا) المنطقة الساحلية. وتسمح الاتفاقية للدول الموقعة عليها بمراقبة جميع "أنشطة" قاع البحر التي تقوم بها أي دولة موقعة أخرى خارج منطقة الـ 12 ميلاً لضمان الامتثال.
وعلى غرار معاهدة أنتاركتيكا ، ومعاهدة الفضاء الخارجي ، ومعاهدات المنطقة الخالية من الأسلحة النووية ، سعت معاهدة الحد من الأسلحة في قاع البحار إلى منع إدخال الصراعات الدولية والأسلحة النووية إلى منطقة كانت خالية منها حتى ذلك الحين. لكن التوصل إلى اتفاق بشأن قاع البحر انطوى على مشاكل لم يتم معالجتها عند صياغة الاتفاقيتين الأخريين.

## التاريخ
في ستينيات القرن العشرين، وصل التقدم في تكنولوجيا علم المحيطات والاهتمام المتزايد بالموارد الهائلة وغير المستغلة في قاع المحيط إلى إثارة القلق من أن غياب القواعد القانونية الراسخة بوضوح قد يؤدي إلى الصراع.هناك مخاوف متزامنة من أن الدول قد تستخدم قاع البحر كبيئة جديدة للمنشآت العسكرية، بما في ذلك تلك القادرة على إطلاق الأسلحة النووية.
بناءً على اقتراح قدّمه السفير باردو من مالطا إلى الأمين العام للأمم المتحدة في آب 1967، أنشأت الجمعية العامة للأمم المتحدة، في 18 كانون الأول 1967، لجنةً خاصة لدراسة سبل الحفاظ على قاع البحر للأغراض السلمية، بهدف ضمان "أن يُجرى استكشاف قاع البحر والمحيط واستخدامهما وفقًا لمبادئ وأغراض ميثاق الأمم المتحدة، بما يخدم السلام والأمن الدوليين ويعود بالنفع على البشرية جمعاء". مُنحت اللجنة صفة اللجنة الدائمة في العام التالي.في الوقت نفسه، تمت إحالة القضايا العسكرية وقضايا ضبط الأسلحة المتعلقة بقاع البحار إلى لجنة الدول الثماني عشرة المعنية بنزع السلاح وخليفتها، مؤتمر لجنة نزع السلاح.في رسالة بتاريخ 18 مارس 1969، قال الرئيس نيكسون إن الوفد الأمريكي إلى مؤتمر نزع السلاح النووي يجب أن يسعى إلى مناقشة العوامل اللازمة للتوصل إلى اتفاق دولي يحظر وضع أسلحة الدمار الشامل على قاع البحار والمحيطات، وأشار إلى أن اتفاقاً من هذا النوع من شأنه، مثل معاهدات أنتاركتيكا والفضاء الخارجي، أن "يمنع سباق التسلح قبل أن تتاح له الفرصة للبدء".

## حالة

### قائمة الأحزاب
كان أول أفتتاح للمعاهدة للتوقيع عليها في واشنطن ولندن وموسكو في 11فبراير1971.  حيث دخلت المعاهدة حيز التنفيذ في 18أيار 197، عندما أودعت الولايات المتحدة والمملكة المتحدة والاتحاد السوفييتي وأكثر من 22 دولة وثائق التصديق عليها. اعتبارًا من أكتوبر 2018، أصبحت 94 دولة حاليًا طرفًا في المعاهدة، في حين وقعت 21 دولة أخرى على المعاهدة ولكنها لم تكمل التصديق عليها.
تم تحديد هذا الموقع بواسطة: (L) للندن، (M) لموسكو، و (W) لواشنطن.
| الدولة                  | تم التوقيع                           | تم الإيداع                                          | طريقة                                          |
| ----------------------- | ------------------------------------ | --------------------------------------------------- | ---------------------------------------------- |
| أفغانستان               | Feb 11, 1971 (L, M, W)               | Apr 22, 1971 (M) Apr 23, 1971 (L) مايو 21, 1971 (W) | تصديق                                          |
| الجزائر                 |                                      | Jan 27, 1992 (W)                                    | الانضمام                                       |
| أنتيغوا وباربودا        |                                      | Nov 16, 1988 (W) Dec 26, 1988 (M) Jan 26, 1989 (L)  | الخلافة من المملكة المتحدة                     |
| الأرجنتين               | Sep 3, 1971 (L, M, W)                | Mar 21, 1983 (L, M, W)                              | تصديق                                          |
| أستراليا                | Feb 11, 1971 (L, M, W)               | Jan 23, 1973 (L, M, W)                              | تصديق                                          |
| النمسا                  | Feb 11, 1971 (L, M, W)               | Aug 10, 1972 (L, M, W)                              | تصديق                                          |
| باهاماس                 |                                      | Jun 7, 1989 (W)                                     | الانضمام                                       |
| بيلاروسيا               | Mar 3, 1971 (M)                      | Sep 14, 1971 (M)                                    | تمت المصادقة عليها باعتبارها Byelorussian SSR  |
| بلجيكا                  | Feb 11, 1971 (L, M, W)               | Nov 20, 1972 (L, M, W)                              | تصديق                                          |
| بنين                    | Mar 18, 1971 (W)                     | Jun 19, 1986 (M) Jul 2, 1986 (L) Jul 7, 1986 (W)    | تصديق المعاهدة                                 |
| البوسنة والهرسك         |                                      | Aug 15, 1994 (W)                                    | الخلافة من SFR Yugoslavia                      |
| بوتسوانا                | Feb 11, 1971 (W)                     | Nov 10, 1972 (W)                                    | تصديق المعاهدة                                 |
| البرازيل                | Sep 3, 1971 (L, M, W)                | مايو 10, 1988 (L, W) Aug 4, 1988 (M)                | تصديق المعاهدة                                 |
| بلغاريا                 | Feb 11, 1971 (L, M, W)               | Apr 16, 1971 (M) مايو 7, 1971 (W) مايو 26, 1971 (L) | تصديق                                          |
| كندا                    | Feb 11, 1971 (L, M, W)               | مايو 17, 1972 (L, M, W)                             | تصديق                                          |
| الرأس الأخضر            |                                      | Oct 24, 1979 (M)                                    | الانضمام                                       |
| جمهورية إفريقيا الوسطى  | Feb 11, 1971 (W)                     | Jul 9, 1981 (W)                                     | تصديق                                          |
| الصين                   |                                      | Feb 28, 1991 (L, M, W)                              | الانضمام                                       |
| Congo                   |                                      | Oct 23, 1978 (W)                                    | الانضمام                                       |
| ساحل العاج              |                                      | Jan 14, 1972 (M, W)                                 | الانضمام                                       |
| كوبا                    |                                      | Jun 3, 1977 (M)                                     | الانضمام                                       |
| قبرص                    | Feb 11, 1971 (L, M, W)               | Nov 17, 1971 (L, M) Dec 30, 1971 (W)                | تصديق                                          |
| التشيك                  |                                      | Jan 1, 1993 (W) Apr 5, 1993 (L) Apr 9, 1993 (M)     | الخلافة من تشيكوسلوفاكيا                       |
| الدنمارك                | Feb 11, 1971 (L, M, W)               | Jun 15, 1971 (L, M, W)                              | تصديق                                          |
| جمهورية الدومينيكان     | Feb 11, 1971 (W)                     | Feb 11, 1972 (W)                                    | تصديق                                          |
| إثيوبيا                 | Feb 11, 1971 (L, M, W)               | Jul 12, 1977 (L) Jul 14, 1977 (M, W)                | تصديق                                          |
| فنلندا                  | Feb 11, 1971 (L, M, W)               | Jun 8, 1971 (L, M, W)                               | تصديق                                          |
| ألمانيا                 | Jun 8, 1971 (L, M, W)                | Nov 18, 1975 (L, W)                                 | تصديق                                          |
| غانا                    | Feb 11, 1971 (L, M, W)               | Aug 9, 1972 (W)                                     | تصديق                                          |
| اليونان                 | Feb 11, 1971 (M) Feb 12, 1971 (W)    | مايو 28, 1985 (L, M, W)                             | تصديق                                          |
| غواتيمالا               | Feb 11, 1971 (W)                     | Apr 1, 1996 (W)                                     | تصديق                                          |
| غينيا بيساو             |                                      | Aug 20, 1976 (M)                                    | الانضمام                                       |
| المجر                   | Feb 11, 1971 (L, M, W)               | Aug 13, 1971 (L, M, W)                              | تصديق                                          |
| آيسلندا                 | Feb 11, 1971 (L, M, W)               | مايو 30, 1972 (L, M, W)                             | تصديق                                          |
| الهند                   |                                      | Jul 20, 1973 (L, M, W)                              | الانضمام                                       |
| إيران                   | Feb 11, 1971 (L, M, W)               | Aug 26, 1971 (L, W) Sep 6, 1971 (M)                 | تصديق                                          |
| العراق                  | Feb 22, 1971 (M)                     | Sep 13, 1972 (M)                                    | تصديق                                          |
| أيرلندا                 | Feb 11, 1971 (L, W)                  | Aug 19, 1971 (L, W)                                 | تصديق                                          |
| إيطاليا                 | Feb 11, 1971 (L, M, W)               | Sep 3, 1974 (L, M, W)                               | تصديق                                          |
| جامايكا                 | Oct 11, 1971 (L, W) Oct 14, 1971 (M) | Jul 30, 1986 (L, M, W)                              | تصديق                                          |
| اليابان                 | Feb 11, 1971 (L, M, W)               | Jun 21, 1971 (L, M, W)                              | تصديق                                          |
| الأردن                  | Feb 11, 1971 (L, M, W)               | Aug 17, 1971 (W) Aug 30, 1971 (M) Nov 1, 1971 (L)   | تصديق                                          |
| كوريا الجنوبية          | Feb 11, 1971 (L, W)                  | Jun 25, 1987 (L, W)                                 | تصديق                                          |
| لاوس                    | Feb 11, 1971 (L, W) Feb 15, 1971 (M) | Oct 19, 1971 (L) Oct 22, 1971 (M) Nov 3, 1971 (W)   | تصديق                                          |
| لاتفيا                  |                                      | Jun 24, 1992 (L) Aug 3, 1992 (W) Aug 21, 1992 (M)   | الانضمام                                       |
| ليسوتو                  | Sep 8, 1971 (W)                      | Apr 3, 1973 (W)                                     | تصديق                                          |
| ليبيا                   |                                      | Jul 6, 1990 (M)                                     | الانضمام                                       |
| ليختنشتاين              |                                      | مايو 30, 1991 (L, W) مايو 31, 1991 (M)              | الانضمام                                       |
| لوكسمبورغ               | Feb 11, 1971 (L, M, W)               | Nov 11, 1982 (L, M, W)                              | تصديق                                          |
| ماليزيا                 | مايو 20, 1971 (L, M, W)              | Jun 21, 1972 (L, M, W)                              | تصديق                                          |
| مالطا                   | Feb 11, 1971 (L, W)                  | مايو 4, 1971 (W)                                    | تصديق                                          |
| موريشيوس                | Feb 11, 1971 (W)                     | Apr 23, 1971 (W) مايو 3, 1971 (L) مايو 18, 1971 (M) | تصديق                                          |
| المكسيك                 |                                      | Mar 23, 1984 (L, M, W)                              | الانضمام                                       |
| منغوليا                 | Feb 11, 1971 (L, M)                  | Oct 8, 1971 (M) Nov 15, 1981 (L)                    | تصديق                                          |
| الجبل الأسود            |                                      | Jun 3, 2006 (M) Dec 12, 2006 (L)                    | Succession from FR Yugoslavia                  |
| المغرب                  | Feb 11, 1971 (M, W) Feb 18, 1971 (L) | Jul 26, 1971 (L) Aug 5, 1971 (W) Jan 18, 1972 (M)   | تصديق                                          |
| نيبال                   | Feb 11, 1971 (M, W) Feb 24, 1971 (L) | Jul 6, 1971 (L) Jul 29, 1971 (M) Aug 9, 1971 (W)    | تصديق                                          |
| هولندا                  | Feb 11, 1971 (L, M, W)               | Jan 14, 1976 (L, M, W)                              | تصديق                                          |
| نيوزيلندا               | Feb 11, 1971 (L, M, W)               | Feb 24, 1972 (L, M, W)                              | تصديق                                          |
| نيكاراجوا               | Feb 11, 1971 (W)                     | Feb 7, 1973 (W)                                     | تصديق                                          |
| النيجر                  | Feb 11, 1971 (W)                     | Aug 9, 1971 (W)                                     | تصديق                                          |
| النرويج                 | Feb 11, 1971 (L, M, W)               | Jun 28, 1971 (L, M) Jun 29, 1971 (W)                | تصديق                                          |
| بنما                    | Feb 11, 1971 (W)                     | Mar 20, 1974 (W)                                    | تصديق                                          |
| الفلبين                 |                                      | Nov 5, 1993 (L)                                     | الانضمام                                       |
| بولندا                  | Feb 11, 1971 (L, M, W)               | Nov 15, 1971 (L, M, W)                              | تصديق                                          |
| البرتغال                |                                      | Jun 24, 1975 (L, M, W)                              | الانضمام                                       |
| قطر                     |                                      | Nov 12, 1974 (L)                                    | الانضمام                                       |
| رومانيا                 | Feb 11, 1971 (L, M, W)               | Jul 10, 1972 (L, M, W)                              | تصديق                                          |
| روسيا                   | Feb 11, 1971 (L, M, W)               | مايو 18, 1972 (L, M, W)                             | تمت المصادقة عليها باعتبارها الاتحاد السوفيتي  |
| رواندا                  | Feb 11, 1971 (W)                     | مايو 20, 1975 (L, M, W)                             | تصديق                                          |
| سانت كيتس ونيفيس        |                                      | مايو 18, 1972 (W)                                   | الانضمام                                       |
| سانت فينسنت والغرينادين |                                      | مايو 13, 1999 (L)                                   | الخلافة من المملكة المتحدة                     |
| Sao Tome and Principe   |                                      | Aug 24, 1979 (M)                                    | الانضمام                                       |
| السعودية                | Jan 7, 1972 (W)                      | Jun 23, 1972 (W)                                    | تصديق                                          |
| صربيا                   |                                      | Jun 3, 2006 (L, M)                                  | الخلافة من FR Yugoslavia                       |
| سيشل                    |                                      | Mar 12, 1985 (L) Mar 14, 1985 (M) Apr 8, 1985 (W)   | الانضمام                                       |
| سنغافورة                | مايو 5, 1971 (L, M, W)               | Sep 10, 1976 (L, M, W)                              | تصديق                                          |
| سلوفاكيا                |                                      | Jan 1, 1993 (W) مايو 17, 1993 (L) Jun 25, 1993 (M)  | الخلافة من تشيكوسلوفاكيا                       |
| سلوفينيا                |                                      | Apr 7, 1992 (L) Aug 20, 1992 (W)                    | الخلافة من SFR Yugoslavia                      |
| جزر سليمان              |                                      | Jun 17, 1981 (L)                                    | الخلافة من المملكة المتحدة                     |
| جنوب إفريقيا            | Feb 11, 1971 (W)                     | Nov 14, 1973 (W) Nov 26, 1973 (L) Nov 30, 1973 (M)  | تصديق                                          |
| إسبانيا                 |                                      | Jul 15, 1987 (L, M, W)                              | الانضمام                                       |
| سوازيلاند               | Feb 11, 1971 (W)                     | Aug 9, 1971 (W)                                     | تصديق                                          |
| السويد                  | Feb 11, 1971 (L, M, W)               | Apr 28, 1972 (L, M, W)                              | تصديق                                          |
| سويسرا                  | Feb 11, 1971 (L, M, W)               | مايو 4, 1976 (L, M, W)                              | تصديق                                          |
| توغو                    | Apr 2, 1971 (W)                      | Jun 28, 1971 (W)                                    | تصديق                                          |
| تونس                    | Feb 11, 1971 (L, M, W)               | Oct 22, 1971 (M) Oct 28, 1971 (L) Oct 29, 1971 (W)  | تصديق                                          |
| تركيا                   | Feb 25, 1971 (L, M, W)               | Oct 19, 1972 (W) Oct 25, 1972 (L) Oct 30, 1972 (M)  | تصديق                                          |
| أوكرانيا                | Mar 3, 1971 (M)                      | Sep 3, 1971 (M)                                     | تمت المصادقة عليها باعتبارها Ukrainian SSR     |
| المملكة المتحدة         | Feb 11, 1971 (L, M, W)               | مايو 18, 1972 (L, M, W)                             | تصديق                                          |
| الولايات المتحدة        | Feb 11, 1971 (L, M, W)               | مايو 18, 1972 (L, M, W)                             | تصديق                                          |
| فيتنام                  |                                      | Jun 20, 1980 (M)                                    | Accession as the Socialist Republic of Vietnam |
| اليمن                   | Feb 23, 1971 (M)                     | Jun 1, 1979 (M)                                     | تصديق                                          |
| زامبيا                  |                                      | Oct 9, 1972 (L) Nov 1, 1972 (W) Nov 2, 1972 (M)     | الانضمام                                       |

ملحوظات

### دولة ذات اعتراف محدود، ملتزمة بالمعاهدة
جمهورية الصين (تايوان)، التي لا يعترف بها حاليًا سوى وقد أودعت أدوات التصديق على المعاهدة قبل قرار الولايات المتحدة بتحويل اعترافها بالحكومة الشرعية الوحيدة للصين من جمهورية الصين إلى جمهورية الصين الشعبية في عام 1971. وعندما صادقت جمهورية الصين الشعبية على المعاهدة في وقت لاحق، وصفت تصديق جمهورية الصين بأنه "غير قانوني". وقد التزمت جمهورية الصين بمواصلة الالتزام بمتطلبات المعاهدة، وأعلنت الولايات المتحدة أنها لا تزال تعتبرها "ملزمة بالتزاماتها". 
| ولاية             | تم التوقيع   | تم الإيداع   | طريقة |
| ----------------- | ------------ | ------------ | ----- |
| Republic of China | Feb 11, 1971 | Feb 22, 1972 | تصديق |

### الدول التي وقعت على الاتفاقية ولم تصدق
| ولاية            | تم التوقيع                                      |
| ---------------- | ----------------------------------------------- |
| بوليفيا          | 1971 Feb 11 (L, M, W)                           |
| بوروندي          | 1971 Feb 11 (M, W)                              |
| كمبوديا          | 1971 Feb 11 (W)                                 |
| الكاميرون        | 1971 Nov 11 (M)                                 |
| كولومبيا         | 1971 Feb 11 (W)                                 |
| كوستاريكا        | 1971 Feb 11 (W)                                 |
| غينيا الاستوائية | 1971 Jun 4 (W)                                  |
| غامبيا           | 1971 May 18 (L) 1971 May 21 (M) 1971 Oct 29 (W) |
| غينيا            | 1971 Feb 11 (M, W)                              |
| هندوراس          | 1971 Feb 11 (W)                                 |
| لبنان            | 1971 Feb 11 (L, M, W)                           |
| ليبيريا          | 1971 Feb 11 (W)                                 |
| مدغشقر           | 1971 Sep 14 (W)                                 |
| مالي             | 1971 Feb 11 (W) 1971 Feb 15 (M)                 |
| ميانمار          | 1971 Feb 11 (L, M, W)                           |
| باراغواي         | 1971 Feb 23 (W)                                 |
| السنغال          | 1971 Mar 17 (W)                                 |
| سيراليون         | 1971 Feb 11 (L) 1971 Feb 12 (M) 1971 Feb 24 (W) |
| السودان          | 1971 Feb 11 (L) 1971 Feb 12 (M)                 |
| تنزانيا          | 1971 Feb 11 (W)                                 |
| أوروغواي         | 1971 Feb 11 (W)                                 |

## روابط خارجية
- نص معاهدة الحد من الأسلحة في قاع البحار
- معاهدة الحد من الأسلحة في قاع البحار ، اتحاد العلماء الأمريكيين
- معاهدة حظر وضع الأسلحة النووية وغيرها من أسلحة الدمار الشامل على قاع البحار والمحيطات وفي باطنها ، وزارة خارجية الولايات المتحدة
- قائمة الموقعين والتصديقات